# 特別司法警察職員
特別司法警察職員（とくべつしほうけいさつしょくいん）とは、「森林、鉄道その他特別の事項について司法警察職員として職務を行うべき者」（刑事訴訟法第190条）をいう。水産庁の漁業監督官、皇宮護衛官、自衛隊警務官、麻薬取締官、労働基準監督官等、「特定の法律の違反」を対象とするものが多数を占めるが、刑事訴訟法上はこれに限定されず、海上保安官（海上保安庁法第31条）のように「保有権限は基本的に警察官（一般司法警察職員）と変わらないが、司法警察権の行使が可能な領域（エリア）が限定されたもの」も存在する。また、民間人も特別司法警察職員として指定されうる。犯罪捜査ができるため、捜査に係る刑事手続きや逮捕や捜索差押、送検等を行う権限がある。

## 一般司法警察職員との相違
原則として、特別司法警察職員が捜査をしている事件を一般の警察官が捜査できないということはなく、警察も同じ事件を合同で捜査したり独自に捜査したりすることもある。
なお特別な例外として、下記のとおり、特別司法警察職員である海上保安官は対応が可能とされる一方、一般司法警察職員である警察官では対応ができないとされるものも存在する。
海上保安官は、公海における海賊の船舶や海賊放送を行う船舶などを、領海の外であっても臨検できる権限のほか、これらに乗船している者を逮捕する権限、船内にある財産を押収する権限、自国法令に違反したと信ずるに足る理由のある外国籍の船舶を追跡する権限（海洋法に関する国際連合条約第105条・第107条・第109条・第111条）を保有している。

これらの行使主体が「（軍及び）海上を管轄する法執行機関」に限られる（同条約第107条、第109条第4項、第110条第3項ないし第5項、第111条第5項参照）理由は「公海上の秩序を維持するための条約規定の執行」であることに由来する。そのため、日本の現行法制下では、警察庁ないし都道府県警察（これらは「日本国内（主に陸上）の法秩序維持を想定した法執行機関」であり、公海上の法執行は法制度上も装備上も想定されていない
）に所属する警察官は、別途法令の規定によりこれらの組織（警察庁・都道府県警察）にこれらへの対処に必要な措置を実施する権限が付与されない限り、この権限を行使できないこととされている。
特別司法警察職員にも、一般司法警察職員と同様に司法警察員と司法巡査との区別がある。

## 一覧
刑事訴訟法第190条の規定に基づく法律として、個別の根拠法によるもののほか、司法警察職員等指定応急措置法（昭和23年法律第234号）第1条が追認する大正12年勅令第528号「司法警察官吏及司法警察官吏ノ職務ヲ行フヘキ者ノ指定等ニ関スル件」によって指定されている。

### 司法警察職員等指定応急措置法によるもの
- 林野庁
  - 森林管理局
    - 森林管理局職員（司法警察官吏及司法警察官吏ノ職務ヲ行フヘキ者ノ指定等ニ関スル件 第3条第4号）
- 北海道
  - 総合振興局・振興局
    - 公有林野の事務を担当する北海道吏員（司法警察官吏及司法警察官吏ノ職務ヲ行フヘキ者ノ指定等ニ関スル件 第3条第7号）
- 民間
  - 大型船舶[注 4]
    - 船長（司法警察官吏及司法警察官吏ノ職務ヲ行フヘキ者ノ指定等ニ関スル件 第6条第1項）
    - 甲板部、機関部及び事務部の海員中その各部において職掌の上位にある者（司法警察官吏及司法警察官吏ノ職務ヲ行フヘキ者ノ指定等ニ関スル件 第6条第2項）

### 個別法によるもの
- 警察庁
  - 皇宮警察本部
    - 皇宮護衛官（警察法 第69条） - 拳銃等武器携帯権限あり
- 法務省
  - 刑務所、少年刑務所及び拘置所
    - 刑事施設の長、その他の刑事施設職員（刑事収容施設及び被収容者等の処遇に関する法律 第290条） - 拳銃等武器携帯権限あり
- 厚生労働省
  - 地方厚生局
    - 麻薬取締官（麻薬及び向精神薬取締法 第54条第5項） - 拳銃等武器携帯権限あり。また、同法第58条に基づき警察官には認められないおとり捜査も許されている

  - 都道府県労働局（労働基準監督署を含む）
    - 労働基準監督官（労働基準法 第102条、労働安全衛生法 第92条、最低賃金法第33条他） - 捜査権および逮捕権あり・武器携帯権なし。ただし手錠は武器とはみなされないため携帯可
- 水産庁
  - 漁業監督官（漁業法 第128条第5項） - 捜査権および逮捕権あり。特殊警棒などの携帯権限あり、拳銃の携帯・使用の権限はなし
- 経済産業省
  - 産業保安監督部
    - 鉱務監督官（鉱山保安法 第49条） - 捜査権および逮捕権あり
- 国土交通省
  - 地方運輸局
    - 船員労務官 (船員法 第108条)　- 捜査権および逮捕権あり
- 海上保安庁
  - 海上保安官、海上保安官補（海上保安庁法 第31条） - 拳銃等武器携帯権限あり
- 防衛省
  - 自衛隊
    - 自衛隊警務官、自衛隊警務官補（自衛隊法 第96条第1項） - 拳銃等武器携帯権限あり
      - （参考）自衛官は特別司法警察職員ではないが、防衛出動・治安出動・海上警備行動・警護出動・海賊対処行動が発令された場合には自衛官も警察官・海上保安官と同等の職務執行権限を行使出来る。[注 5][2]また、災害派遣において指揮官は警察官や消防吏員がその場にいない場合に限り、活動を円滑に進めるため強制的に住民を避難させたり、私物を除去するなど警察官などの権限の一部を行使することが出来る。ただし、近傍派遣により派遣された場合は含まれない。(自衛隊法第94条)
- 都道府県
  - 各担当部署
    - 鳥獣の保護又は狩猟の適正化に関する取締りの事務を担当する都道府県の職員（鳥獣の保護及び狩猟の適正化に関する法律 第76条）
    - 麻薬取締員 - 拳銃等武器携帯権限あり。また、麻薬及び向精神薬取締法第58条に基づき警察官には認められないおとり捜査も許されている
    - 漁業監督吏員（漁業法 第128条第5項）

### 廃止された特別司法警察職員
- 帝室林野局の廃止のため
  - 帝室林野局出仕（司法警察官吏及司法警察官吏ノ職務ヲ行フヘキ者ノ指定等ニ関スル件 第3条第1号及び第9号）
- 宮内省廃止のため
  - 猟場管守の事務を担当する宮内省出仕・宮内省職員（司法警察官吏及司法警察官吏ノ職務ヲ行フヘキ者ノ指定等ニ関スル件 第3条第2号及び第10号）
- 国鉄分割民営化のため
  - 日本国有鉄道職員（旧運輸省所管）
    - 日本国有鉄道の駅長・車掌区長・自動車区長・駅の助役・車掌区の助役・自動車区の助役・車掌区の支区長・自動車区の支区長・車掌たる運輸事務官、鉄道手及び雇員（司法警察官吏及司法警察官吏ノ職務ヲ行フヘキ者ノ指定等ニ関スル件 第3条第5号及び第12号）
    - 鉄道公安職員[注 6]（国有鉄道に於ける旅客公衆の秩序維持又は荷物事故防止の事務を担当するもの）（司法警察官吏及司法警察官吏ノ職務ヲ行フヘキ者ノ指定等ニ関スル件 第3条第5号・12号及び鉄道公安職員の職務に関する法律）

  - 営団綾瀬駅長など国鉄駅長の職務を行うもの。
- 制度廃止のため
  - 北海道庁
    - 北海道庁の営林区署勤務の地方技官及び地方事務官（司法警察官吏及司法警察官吏ノ職務ヲ行フヘキ者ノ指定等ニ関スル件 第3条第6号）
    - 北海道庁河川監守たる地方事務官（司法警察官吏及司法警察官吏ノ職務ヲ行フヘキ者ノ指定等ニ関スル件 第3条第13号）

  - 府県警察部
    - 経済監視官たる地方事務官（司法警察官吏及司法警察官吏ノ職務ヲ行フヘキ者ノ指定等ニ関スル件 第3条第8号の2）
    - 経済監視官補たる地方事務官（司法警察官吏及司法警察官吏ノ職務ヲ行フヘキ者ノ指定等ニ関スル件 第3条第14号）

  - 経済安定本部
    - 経済査察官（昭和22年勅令193号「経済安定本部令」）
- 根拠法が消滅したため
  - 海上公安局
    - 海上公安官
    - 海上公安官補
- 専売公社民営化のため
  - 専売公社
    - 監視員
- 郵政民営化のため
  - 郵政省・郵政事業庁・日本郵政公社
    - 郵政監察官（日本郵政公社法 第63条第3項） - 郵政監察官は捜査権限及び逮捕状を含む令状の請求権・検察官に対して被疑者および事件を送致する権限（身柄送検および書類送検のいずれもなし得る）を有するが、自身のみで逮捕状を執行する権限はもたず、郵政監察官が逮捕状を執行する必要があると判断するときは、一般司法警察職員に逮捕させ（この「させ」は使役であることから、逮捕状執行の要否を判断するのは郵政監察官の権限であり、この場合の一般司法警察職員は逮捕の「執行機関」となる。そのため、用語の用法としては一般司法警察職員への逮捕の「依頼」・「要請」というよりは「指示」に近いニュアンスを持っている）、その上で司法警察員として一般司法警察職員から引致を受ける形を採る（日本郵政公社法第63条第4項ないし第5項）。ただし、現行犯逮捕は単独で可能であり、この場合においては、被疑者を留置する必要があると思料するときはこれを最寄りの留置施設に留置するだけでよい（同条第6項）。